# Dmitrij Poljakov
Dmitrij Poljakov (ruski: Дмитрий Поляков) (Kijev, SSSR, 19. siječnja 1968.) je sovjetski i ukrajinski tenisač. Najveći uspjeh u karijeri mu je bilo kad je osvojio Međunarodno prvenstvo Hrvatske 1991. godine. Najbolji renking karijere bilo mu je 93. mjesto koje je ostvario iste godine.

## ATP turniri

### Pojedinačno - pobjednik (1)
| Br. | Nadnevak          | Turnir | Suparnik u finalu | Rezultat |
| 1.  | 19. svibnja 1991. | Umag   | Javier Sánchez    | 6:4, 6:4 |

## Vanjske poveznice
- ATP profil (engl.)
- Davis Cup profil (engl.)
- Tennis Live profil (engl.)